# Afrocyclopina platypus
Afrocyclopina platypus – gatunek widłonoga z rodziny Cyclopinidae; jedyny przedstawiciel rodzaju Afrocyclopina. Gatunek i rodzaj opisał w 1967 roku nowozelandzki zoolog John B.J. Wells. Miejsce typowe to czyste piaski u brzegów wyspy Ilha dos Portugueses i przylądka Ponta Torres w Mozambiku.